# Alluaudomyia variegata
Alluaudomyia variegata is een muggensoort uit de familie van de knutten (Ceratopogonidae). De wetenschappelijke naam van de soort is voor het eerst geldig gepubliceerd in 1982 door Glick and Mullen.